# Ascyltus similis
Ascyltus similis är en spindelart som beskrevs av Berry, Beatty, Prószynski 1997. Ascyltus similis ingår i släktet Ascyltus och familjen hoppspindlar. Inga underarter finns listade i Catalogue of Life.